# Red Star FC
Red Star Football Club är en fransk fotbollsklubb från Saint-Ouen utanför Paris som spelar i Championnat National.

## Kända spelare
- Rykten gjorde gällande att Garrincha 1971 skulle kontrakteras av klubben. Han undertecknade aldrig något kontrakt och återvände till Brasilien. I klubbens förteckning över minnesvärda spelare finns han inte omnämnd. Roger Magnusson spelade i klubben åren 1974-1976.

Bror Mellberg spelade i klubben åren 1953–1956.